# يوهان آدم ريغر
يوهان آدم ريغر (بالألمانية: Johann Adam Rieger)‏ هو كاهن كاثوليكي ألماني، ولد في 16 يوليو 1753 في باد اورب في ألمانيا، وتوفي في 30 يوليو 1831 في فولدا في ألمانيا.